# Dostojanije respubliki
Dostojanije respubliki (russisk: Достоя́ние респу́блики) er en sovjetisk spillefilm fra 1971 af Vladimir Bytjkov.

## Medvirkende
- Oleg Tabakov som Makar Ovtjinnikov
- Andrej Mironov som Sjilovskij
- Vitja Galkin som Kesjka
- Jevgenij Jevstignejev som Carl Genrikhovitj Vitol
- Spartak Misjulin som Ilja Tarakanov